# Martial Dalby-Fayard
Martial Dalby-Fayard est un homme politique français né le 17 avril 1742 à Périgueux (Dordogne) et mort le 24 mars 1820 au même lieu.

## Biographie
Homme de loi, il est élu député de la Dordogne au Conseil des Cinq-Cents le 26 vendémiaire an IV. En 1800, il est nommé président du tribunal criminel de la Dordogne, puis juge au tribunal d'appel de Bordeaux. Il devient président de chambre à la cour d'appel de Bordeaux en 1811 et prend sa retraite en 1816.

## Sources
- « Martial Dalby-Fayard », dans Adolphe Robert et Gaston Cougny, Dictionnaire des parlementaires français, Edgar Bourloton, 1889-1891 [détail de l’édition]